# Raúl Campero
Raúl Campero Núñez  (ur. 29 listopada 1919 w San Blas, zm. 31 października 1980 w Nogales) – meksykański jeździec sportowy. Brązowy medalista olimpijski z Londynu.
Zawody w 1948 były jego jedynymi igrzyskami olimpijskimi. Startował na koniu Tarahumara, sięgnął po medal w drużynowym konkursie WKKW. Drużynę tworzyli ponadto Humberto Mariles i Joaquín Solano. Indywidualnie zajął 22. miejsce.